# Júlíus Jónasson
Júlíus Jónasson (* 23. August 1964) ist ein ehemaliger isländischer Handballspieler und Handballtrainer.

## Spielerlaufbahn

### Verein
Júlíus Jónasson spielte für Valur Reykjavík, mit dem er 1988 und 1989 die isländische Meisterschaft sowie 1988 den isländischen Pokal gewann. Im Sommer 1989 wechselte er zum französischen Zweitligisten Paris-Asnières, den er 1990 mit 168 Saisontoren als Torschützenkönig zur Meisterschaft und zum Aufstieg in die erste Liga führte. Nach zwei Jahren in Frankreich unterschrieb er 1991 beim spanischen Erstligisten Bidasoa Irun, kehrte aber bereits nach einer Spielzeit nach Paris zurück. In der Saison 1993/94 lief er wieder in Spanien für CB Avidesa Alzira auf, mit dem er den EHF-Pokal 1993/94 gewann. Daraufhin wechselte er nach Deutschland zum Bundesligisten VfL Gummersbach, für den er in 20 Spielen 81 Tore erzielte. Anschließend spielte er in der Schweiz für den TV Suhr und den TSV St. Otmar St. Gallen.

### Nationalmannschaft
In der isländischen Nationalmannschaft debütierte Júliús Jónasson im Jahr 1985 gegen Italien. Er stand im Aufgebot für die Weltmeisterschaften 1990, 1993, 1995 und 1997. Bei den Olympischen Spielen 1992 in Barcelona belegte er mit Island den vierten Platz. Insgesamt bestritt er 288 Länderspiele, in denen er 703 Tore erzielte.

## Trainerlaufbahn
Von 2006 bis 2011 trainierte er die isländische Frauennationalmannschaft. Bei der Europameisterschaft 2010 belegte er mit der Auswahl den 15. Platz, bei der Weltmeisterschaft 2011 den 12. Platz.